# Stenostomum pegephilum
Stenostomum pegephilum är en plattmaskart. Stenostomum pegephilum ingår i släktet Stenostomum och familjen Stenostomidae. Inga underarter finns listade i Catalogue of Life.